# إدوارد ميرفي
إدوارد ميرفي (بالإنجليزية: Edward Murphy)‏ هو سياسي كندي، ولد في 26 يوليو 1818 في مقاطعة كارلو في جمهورية أيرلندا، وتوفي في 5 ديسمبر 1895 في مونتريال في كندا. حزبياً، نشط في Liberal-Conservative Party ‏. وقد انتخب عضو مجلس الشيوخ الكندي.